# Route nationale 50 (Belgique)
Pour les articles homonymes, voir N50 et Route nationale 50.
La route nationale 50 est une route nationale belge longue d'environ 117 km reliant Bruges  à Courtrai , Tournai  et à Mons . Elle forme une voie express entre Mons et la  et entre Tournai et Espierres-Helchin.

## Localités le long de la N50
- Bruges R30
- Pittem
- Kuurne
- Courtrai
- Espierres-Helchin
- Dottignies
- Warcoing
- Pecq
- Tournai
  - Tronçon en commun avec la  de 6 km
- Gaurain-Ramecroix
- Barry
- Bury
- Basècles
- Quevaucamps
- Stambruges
- Pommerœul
- Hautrage
- Baudour
- Ghlin
- Mons R50